# 抱いてくれたらいいのに
「抱いてくれたらいいのに」（だいてくれたらいいのに）は、工藤静香の通算3枚目のシングル。1988年3月2日にポニーキャニオンから発売された。

## 背景
表題曲「抱いてくれたらいいのに」は、工藤のシングルで初となるロッカ・バラード。1998年の年末に発売されたバラード・ベストアルバム『Best of Ballade カレント』では、英語バージョンを聴くことができる。

## レコーディング
ファーストアルバム『ミステリアス』と同時期にレコーディングされており、同アルバムの雑誌インタビュー時に「次のシングルは…」と早々にタイトルを発言していた。当時まだ17歳であり、懐かしの映像で同曲を歌うシーンを見るとよく「この頃は高校の制服を着てスタジオに通っていました」と話している。

## ディスクジャケット
大抵ジャケットと告知ポスターの写真は同一、またはその撮影時の別カットを使用するが、全く違った写真が使用されている。また、告知ポスターの写真は頬のほくろが消去処理されている。

## リリース
1988年3月2日にポニーキャニオンから、EPレコード・CT・8cmCDの3形態で発売された。

## 収録曲
- 全作曲・編曲: 後藤次利

1. 抱いてくれたらいいのに
  - 作詞: 松井五郎
2. 夜明けに見送られて
  - 作詞: 秋元康

## 収録アルバム
- 抱いてくれたらいいのに
  - gradation
  - Super Best
  - ミレニアム・ベスト
  - Shizuka Kudo 20th Anniversary the Best
  - My Heartful Best -松井五郎コレクション-
  - コンピレーションアルバム『「艶」 〜大人の女になるためのマスト・アイテム』
  - コンピレーションアルバム『「速報!歌の大辞テン!!」 presents BALLADS DAIJITEN! 昭和VS平成』
  - コンピレーションアルバム『少女時代 〜胸キュンばっか。〜』

※オリジナルアルバム未収録
- 抱いてくれたらいいのに （Vocal New Version）
  - unlimited
- Let Me Sleep In Your Arms （抱いてくれたらいいのに - Text in English）
  - Best of Ballade カレント
- 抱いてくれたらいいのに （2022年セルフカバー）
  - 感受 Shizuka Kudo 35th Anniversary self-cover album
- 夜明けに見送られて
  - gradation
  - 20th Anniversary B-side collection

## カヴァーした歌手
| アーティスト | 収録作品                 | 発売日         | 規格品番   | 備考                             |
| 嵐の素顔     | 嵐の素顔                 | 嵐の素顔       | 嵐の素顔   | 嵐の素顔                         |
| ------------ | ------------------------ | -------------- | ---------- | -------------------------------- |
| 森久保祥太郎 | 『Shizuka Kudo Tribute』 | 2017年12月20日 | PCCA-04601 | 工藤静香のトリビュート・アルバム |

## 関連人物
- うしろ髪ひかれ隊
- 松井五郎
- 秋元康
- 後藤次利